# Fontamara (film)
Fontamara (titlul original: în italiană Fontamara) este un film dramatic italian, realizat în 1980 de regizorul Carlo Lizzani, după romanul omonim al scriitorului Ignazio Silone, protagoniști fiind actorii Michele Placido, Antonella Murgia, Ida Di Benedetto și Imma Piro.
Ida Di Benedetto a câștigat Nastro d'Argento (Panglica de Argint) pentru cea mai bună actriță în rol secundar în 1981 pentru rolul său Maria Rosa.

## Rezumat
În 1929, în Abruzzo, în satele de munte Pescina și Fontamara, lângă Avezzano, oamenii sunt subjugați de sosirea unei echipe de fasciști. Milițienii se dovedesc ostili, împiedicând cetățenii să obțină proviziile necesare pentru a supraviețui iernii iminente. Micul Berardo este șocat de violul mamei sale de către un ofițer fascist și este forțat să plece la Roma, gândindu-se la răzbunare.
Zece ani mai târziu, Berardo, devenit acum mare, se întoarce la Abruzzo și descoperă că țara este încă victima abuzurilor fascismului. Tânărul încearcă să atace escadroanele fasciștilor...

## Distribuție
- Michele Placido – Berardo Viola
- Antonella Murgia – Elvira
- Ida Di Benedetto – Maria Rosa
- Imma Piro – Maria Grazia
- Marina Confalone – Recchiuta
- Antonio Orlando – Antonio
- Carlo Monni –
- Liliana Gerace –
- Dino Sarti –
- Ciccio Busacca –
- Enzo Monteduro –
- Franco Javarone – Don Circostanza

## Premii și nominalizări
- 1981 - David di Donatello
  - Nominalizare Cel mai bun actor (rol principal) lui Michele Placido
  - Nominalizare Cele mai bune decoruri lui Luigi Scaccianoce
- *Nominalizare Cele mai bune costume lui Luciano Calosso
- 1981 - Nastro d'argento
  - Cea mai bună actriță în rol secundar lui Ida Di Benedetto
  - Nominalizare Cel mai bun regizor lui Carlo Lizzani
  - Nominalizare Cel mai bun actor lui Michele Placido

## Producție
Filmul a fost turnat în Marsica și parțial în Valle Peligna cât și în Roma. Secvențele premergătoare au fost filmate în Pescina, locul nașterii lui Silone, în Avezzano (la Biserica San Giovanni și Castello Orsini-Colonna ) și în satele Aielli Alto și Gioia Vecchio (în biserica San Vincenzo). Unele scene din câmp, precum și din Fucino, au fost filmate lângă Roccacasale.
Regizorul a pregătit pentru televiziune o versiune extinsă a filmului care durează 205 minute.

## Literatură
- Silone, Ignazio, Fontamara, București, 1971: Editura Univers, Colecția Meridiane, 248 pag.;